# Джордж Тайлер Вуд
Джордж Та́йлер Вуд (англ. George Tyler Wood, нар. 12 березня 1795, округ Рендольф, Джорджія — пом. 3 вересня 1858, Пойнт-Бланк, Техас) — американський офіцер та політик, 2-й губернатор Техасу, член Демократичної партії.

## Біографія
Джордж Тайлер Вуд народився 12 березня в окрузі Рендольф штату Джорджія. Тато Джорджа помер, коли тому було п'ять років. У 19 років Вуд зібрав роту добровольців для участі в Крикській війні. Під час ділової поїздки 1837 року в місті Мілледжвіль Вуд зустрів молоду вдову Марту Гіндрет. 19 вересня того ж року вони одружились. У 1837—1838 роках Вуд був членом Генеральної асамблеї Джорджії. 1839 року Вуд зі сім'єю переїхали у Техас. Вони поселились недалеко від сьогоднішнього міста Пойнт-Бланк. 1845 року в рамках процесу приєднання Техасу до США він від округу Ліберті брав участь у конституційному конвенті. Коли почалась Американо-мексиканська війна, він пішов у відставку в ранзі полковника та очолив другий техаський гірничий полк добровольців. Вуд брав участь у тому числі в битві при Монтерреї.

### Губернаторство
1847 року губернатор Техасу Хендерсон вирішив не обирати на котрий наслідує строк.[що?] Серед охочих зайняти його пост велась жорстока передвиборча гонка. Ключовим питанням було рішення проблеми боргу Техасу. За місяць до дня виборів один з фаворитів, ван Зандт (англ.) помер від жовтої гарячки. Його прибічники вирішили підтримати Вуда, унаслідок чого він переміг.
Як рішення проблеми боргу Вуд запропонував продавати землю уряду США. Законодавчі збори штату цю пропозицію не підтримали. Урешті-решт Вуд заснував посади бухгалтера і ревізора, відповідальних за точний розрахунок заборгованості.
Перед адміністрацією Вуда також стояла проблема статусу території Нью-Мексико. Техас вважав землі Нью-Мексико своїми, що суперечило думці уряду США. Щоб зміцнити свою позицію у цьому питанні, Законодавчі збори Техасу створили округ Санта-Фе й заснували 11-й судовий округ. У відповідь на це в новий округ були відправлені федеральні війська.
Ще однією проблемою, з котрою довелося мати справу Вуду, був непропорційний розподіл представників округів в уряді штату. Незважаючи на протест з боку північно-східних округів, законодавчі збори Техасу провели перерозподіл числа представників на користь прибережних і центральних округів.
21 лютого 1848 року Вуд був представником на з'їзді Демократичної партії США у Техасі. 1849 року він висунув свою кандидатуру на губернаторських виборах, але програв Пітеру Беллу.
Згодом Вуд брав участь у губернаторских виборах 1853 і 1855 років, але програв і їх. Помер 3 вересня 1858 року у віці 63 роки.
На честь губернатора Вуда отримав свою назву округ Вуд у Техасі.